# جونگ یه رین (جودوکار)
جونگ یه رین (کره‌ای: 정예린؛ زادهٔ ۱۵ ژوئیهٔ ۱۹۹۶) جودوکار اهل کره جنوبی است. او در بازی‌های المپیک تابستانی ۲۰۲۴ برندهٔ مدال برنز شد.